# Semillas
Semillas község Spanyolországban, Guadalajara tartományban. Semillas Cogolludo, Monasterio, Arroyo de las Fraguas, Arbancón, Tamajón, El Ordial, Zarzuela de Jadraque és La Toba községekkel határos. Lakosainak száma 29 fő (2024).

## Népesség
A település népessége az utóbbi években az alábbiak szerint változott:
| Lakosok száma | 46   | 50   | 50   | 44   | 42   | 40   | 40   | 36   | 36   | 29   |
|               | 2001 | 2004 | 2006 | 2009 | 2011 | 2014 | 2016 | 2019 | 2021 | 2024 |